# جيريمي غيذرز
جيريمي غيذرز (بالإنجليزية: Jeremy Geathers)‏ هو لاعب كرة قدم كندية أمريكي، ولد في 19 يونيو 1986 في نيو أورلينز في الولايات المتحدة، وتوفي في 11 فبراير 2017 في لاس فيغاس في الولايات المتحدة بسبب حادث مرور.